# Managua
Managua (del náhuatl: Manawak), oficialmente Leal Villa de Santiago de Managua, es un municipio y la capital de la República de Nicaragua, cabecera del departamento de Managua, así como la sede del gobierno y los poderes del Estado. Se localiza en el occidente de Nicaragua, en la costa suroeste del lago Xolotlán o Managua, siendo la ciudad más grande del país en términos de población y extensión geográfica. También es una de las ciudades más grandes de América Central. La ciudad está asentada en un histórico poblado precolombino que fue elevado a villa en 1819 por el rey Fernando VII de España. Luego a ciudad en 1846, declarada Capital de la Nación en 1852 y fue creado distrito en 2009.
Managua tiene una población de alrededor 1 370 000 habitantes dentro de sus límites municipales, el área metropolitana de Managua, (que comprende las ciudades más pobladas y próximas como Tipitapa y Ciudad Sandino) suma dos millones de habitantes, lo que la convierte en una de las ciudades más pobladas de América Central. Managua es el mayor núcleo poblacional del país, concentrando al 24 % de la población.
Los esfuerzos para hacer de Managua la capital de Nicaragua iniciaron en 1824, después de que las naciones de América Central alcanzaron formalmente su independencia de España. La ubicación de Managua entre León y Granada la hizo un sitio lógico e ideal para dar solución definitiva a la rivalidad desde tiempos de la Colonia entre estas dos ciudades, que disputaban ese título.
El aspecto de Managua ha tenido cambios radicales a lo largo de su historia, debido a innumerables desastres naturales como deslaves, inundaciones, pero principalmente terremotos que han destruido total o parcialmente la ciudad en varias ocasiones, retrasando décadas de progreso al borrar la mayoría de la infraestructura, los más relevantes y recientes ocurrieron en 1931 y 1972.
Luego de este último, Managua se convirtió en una metrópolis desordenada, con un centro en escombros, sin edificios altos, empobrecida, y poco atractiva para la inversión. Los hechos destructivos de la guerra civil de las décadas 1970 y 1980 agravaron esta situación. Luego de cuatro décadas la capital de Nicaragua ha empezado a alzar el vuelo hasta ubicarse como la tercera ciudad en el hemisferio en Estrategia de Inversión Extranjera Directa (IED) de la categoría de Ciudades del Futuro de las Américas 2013-2014, publicado por Financial Times.

## Toponimia
Las lagunas cratéricas de Acahualinca, Asososca, Nejapa, Tiscapa, Apoyeque y Xiloá, además del Lago Xolotlán, son depósitos de agua dentro de los límites de Managua y a la vez dan origen a su nombre, Manawak, que en náhuatl significa ‘junto al agua’ o ‘lugar rodeado de aguas’.

## Geografía
La capital tiene una extensión de 267.2 km², está ubicada entre las coordenadas 12° 9′ 3″ de latitud norte y 86° 16′ 6″ de longitud oeste, a una altitud de 83 m s. n. m.

### Límites
Límites del casco urbano de Managua

| Noroeste: Ciudad Sandino | Norte: Lago Xolotlán | Noreste: Tipitapa |
| Oeste: Villa El Carmen   |                      | Este: Nindirí     |
| Suroeste: El Crucero     | Sur: Ticuantepe      | Sureste: Nindirí  |

### Relieve
Managua está emplazada sobre el extremo oeste de la llanura interlacustre (entre el Lago Xolotlán y Cocibolca), sobre un terreno bastante regular a una altitud promedio de 83 m s. n. m. con una suave pendiente hacia el sur. La ciudad se extiende de norte a sur desde la costa del lago Xolotlán hasta las faldas de las sierras de Managua. Las principales características orográficas de su territorio son: lago Xolotlán al norte; sierras de Managua al sur; sistema de cerros y lagunas que detienen la marcha urbana al oeste, entre ellos el cerro Motastepe y San Carlos; laguna de Asososca y de Nejapa junto al valle de Ticomo (una depresión en lo que alguna vez fuera un lago cratérico), dentro del trazado urbano se encuentra la loma y laguna de Tiscapa; laguna de Acahualinca, al norte de la ciudad.

## Historia

### Precolombina
Se conocen asentamientos humanos en la zona de Managua desde la época precolombina en el siglo XII a. C., era una comunidad indígena, esta se asentó a orillas del lago Xolotlán hace 15 000 años aproximadamente. Vestigios arqueológicos de esto son las huellas de Acahualinca son fósiles de 2 100 años, las que se descubrieron accidentalmente en el barrio de Acahualinca, a orillas del lago Xolotlán. Existen otras evidencias arqueológicas, sobre todo en forma de cerámica y estatuas de piedra volcánica, guardadas y exhibidas en el Museo Nacional de Nicaragua, en el Palacio de la Cultura.

### Contemporánea
El trazado de la Managua de hoy en día se hizo en la década de 1810. Originalmente era un pueblo de pescadores. En 1819, por un Decreto Real de Fernando VII de España, fue elevada a villa con el título de «Leal Villa de Santiago de Managua» por haberse mantenido leal al gobierno español durante los brotes independentistas de 1811 en Nicaragua.
Los esfuerzos para hacer de Managua la capital de Nicaragua comenzaron en 1824, después de que las naciones centroamericanas obtuvieran formalmente su independencia de España. Nicaragua se convirtió en una nación independiente en 1838.
El 24 de julio de 1846 mediante la promulgación de Ley Legislativa fue elevada a ciudad con el nombre de «Santiago de Managua», siendo José María Sandres, senador presidente de la Asamblea Nacional Constituyente del Estado de Nicaragua sesionando en Masaya (debido a la guerra civil).
Entre 1852 y 1930, Managua experimentó una extensa urbanización, convirtiéndose en una base de gobernabilidad, infraestructura y servicios.
La ubicación de Managua entre las ciudades rivales de León y Granada la convirtió en un sitio de compromiso lógico. Por lo tanto, Managua fue seleccionada oficialmente como la capital de la nación en 1852.
En 1856 Managua fue ocupada por las tropas del filibustero estadounidense William Walker, usando como cuartel la casona de alto que era la residencia de los curas párrocos –que se ubicaba en el mismo lugar donde hoy está el Palacio de la Cultura– y al tener noticias de la victoria del Coronel legitimista José Dolores Estrada en la Batalla de San Jacinto del 14 de septiembre del mismo año, la desalojaron con rumbo hacia Granada. Después de la Guerra Nacional al año siguiente (1857) se instaló el gobierno binario o chachagua de Tomás Martínez Guerrero (conservador) y Máximo Jerez Tellería (liberal), que dio lugar al llamado periodo de «Ilustración Conservadora» con 36 Años de gobiernos conservadores.
En 1875 se creó el departamento de Managua, separándolo del departamento de Granada. 
El 4 de octubre de 1876, un aluvión se dejó venir sobre Managua, dejando a su paso centenares de muertos, heridos y damnificados. 
El 11 de julio de 1893 estalló en León la Revolución Liberal, encabezada por el Doctor y General José Santos Zelaya, que entró victorioso a la capital 14 días después, el 25 del mismo mes por la «Calle del Triunfo», en el día de la fiesta de Santiago Apóstol santo patrón de la ciudad; actualmente el patrono de facto es Santo Domingo de Guzmán, cuya imagen apareció en el tronco de un árbol en las Sierritas de Managua a mediados del siglo XIX y no en 1885 como se ha creído 2 de noviembre. La fiesta de Santiago recibió el apoyo liberal hasta 1910, después de la renuncia de Zelaya el año anterior (1909), y la de Santo Domingo recibió el apoyo conservador desde ese año hasta el punto que hoy se le considera el patrón de Managua, pero no lo es oficialmente 2 de noviembre.

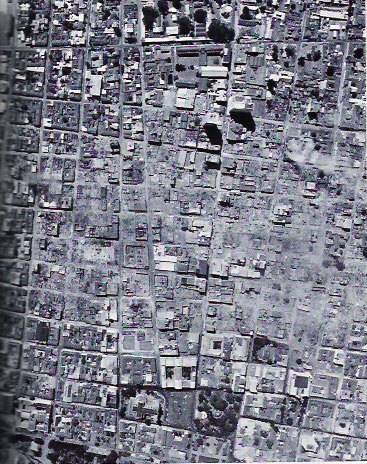
Imagen aérea de los escombros de Managua en 1972.

La ciudad fue destruida dos veces, en 1931 y 1972 por sendos terremotos y estremecida por un fuerte temblor en 1968. Acontecimientos que fueron particularmente nocivos para las edificaciones ubicadas en el centro de la ciudad, hechas de adobe y taquezal, por lo que los urbanistas optaron por construir nuevas calles y barrios en la periferia de la vieja ciudad.
Bajo el gobierno de Anastasio Somoza García y su familia (1936-1979), la ciudad fue reconstruida y comenzó a crecer rápidamente.
El 22 de enero de 1967, en la avenida Roosevelt (actual avenida Peatonal Gral. Augusto C. Sandino), se efectuó la tristemente célebre Masacre del 22 de enero en la que soldados de la Guardia Nacional (GN) dispararon sus fusiles M1 Garand, estadounidenses, de calibre 7,62 × 63 mm, contra manifestantes de la Unión Nacional Opositora (UNO) en la esquina del Banco Nacional de Nicaragua (actual edificio de la Asamblea Nacional), que protestaban contra el entonces presidente de Nicaragua y títere del régimen de la familia Somoza, Lorenzo Guerrero Gutiérrez.
Managua se había convertido en la ciudad más desarrollada de Centroamérica. Las referencias actuales diferencian la Managua anterior a la década de 1970 al etiquetarla como La Antigua Ciudad, que en inglés se traduce como "The Ancient City" o "The Old City".
El 23 de diciembre de 1972, a las 00:35 horas, un terremoto de 6.2 grados en la escala Richter destruyó parte de la ciudad, especialmente el centro, causando más de diez mil muertos y veinte mil heridos. Los incendios causados por el desastre se prolongaron durante las dos semanas siguientes. Posteriormente el gobierno confiscó el centro y prohibió su reconstrucción.
La Revolución Sandinista de 1979 para derrocar al régimen de Anastasio Somoza Debayle y la Guerra de Contras de 11 años de duración de la década de 1980 devastaron aún más la ciudad y su economía. Para empeorar las cosas, una serie de desastres naturales, incluido el huracán Mitch en 1998, dificultaron la recuperación económica.

## Demografía
Durante los últimos 100 años la población managüense ha crecido en más de 23 veces; de tener solamente 38 mil habitantes según el censo de 1906 pasando a tener más de 908 mil habitantes ya para el censo de 2005. En la actualidad se estima que la población de la ciudad de Managua ronda ya los 1 063 815 habitantes hasta el año 2023.

### Demografía histórica
| 1906                                        | 38 662    | Censo nicaragüense de 1906 |
| 1920                                        | 58 523    | Censo nicaragüense de 1920 |
| 1940                                        | 102 539   | Censo nicaragüense de 1940 |
| 1950                                        | 140 334   | Censo nicaragüense de 1950 |
| 1963                                        | 274 278   | Censo nicaragüense de 1963 |
| 1971                                        | 384 904   | Censo nicaragüense de 1971 |
| 1995                                        | 864 201   | Censo nicaragüense de 1995 |
| 2005                                        | 908 892   | Censo nicaragüense de 2005 |
| 2023                                        | 1 055 111 | Estimaciones del INIDE     |
| Nota: Proyecciones y estimaciones del INIDE |           |                            |

Managua tiene una población actual de 1,063,815 habitantes. De la población total, el 47.8% son hombres y el 52.2% son mujeres. Casi el 99.2% de la población vive en la zona urbana.

## División política
| Distrito | Población (2011) | Extensión | Densidad | Barrios | Unidades policiales |
| I        | 182 446          | 46 km²    | 3,966    | 30      | 8                   |
| II       | 160 048          | 17 km²    | 9,415    | 47      | 4                   |
| III      | 187 508          | 74 km²    | 2,534    | 54      | 6                   |
| IV       | 143 589          | 11 km²    | 13,054   | 28      | 5                   |
| V        | 213 845          | 49 km²    | 4,364    | 28      | 8                   |
| VI       | 195 794          | 42 km²    | 4,662    | 40      | 6                   |
| VII      | 171 648          | 28 km²    | 6,130    | 20      | 5                   |
| Total    | 1 254 878        | 267 km²   |          |         |                     |

## Clima
Managua, al igual que gran parte de Occidente de Nicaragua a excepción de las sierras, tiene un clima tropical con temperaturas constantes promedio de entre 28 y 32 °C (82 y 90 °F). Según la clasificación climática de Köppen, la ciudad tiene un clima tropical de sabana (Aw). Existe una estación seca marcada entre noviembre y abril, mientras que la mayor parte de la precipitación se recibe entre mayo y octubre. Las temperaturas son más altas en marzo y abril, cuando el sol está directamente sobre la cabeza y las lluvias de verano aún no han comenzado.
| Parámetros climáticos promedio de Managua, Nicaragua | Parámetros climáticos promedio de Managua, Nicaragua | Parámetros climáticos promedio de Managua, Nicaragua | Parámetros climáticos promedio de Managua, Nicaragua | Parámetros climáticos promedio de Managua, Nicaragua | Parámetros climáticos promedio de Managua, Nicaragua | Parámetros climáticos promedio de Managua, Nicaragua | Parámetros climáticos promedio de Managua, Nicaragua | Parámetros climáticos promedio de Managua, Nicaragua | Parámetros climáticos promedio de Managua, Nicaragua | Parámetros climáticos promedio de Managua, Nicaragua | Parámetros climáticos promedio de Managua, Nicaragua | Parámetros climáticos promedio de Managua, Nicaragua | Parámetros climáticos promedio de Managua, Nicaragua |
| Mes                                                  | Ene.                                                 | Feb.                                                 | Mar.                                                 | Abr.                                                 | May.                                                 | Jun.                                                 | Jul.                                                 | Ago.                                                 | Sep.                                                 | Oct.                                                 | Nov.                                                 | Dic.                                                 | Anual                                                |
| ---------------------------------------------------- | ---------------------------------------------------- | ---------------------------------------------------- | ---------------------------------------------------- | ---------------------------------------------------- | ---------------------------------------------------- | ---------------------------------------------------- | ---------------------------------------------------- | ---------------------------------------------------- | ---------------------------------------------------- | ---------------------------------------------------- | ---------------------------------------------------- | ---------------------------------------------------- | ---------------------------------------------------- |
| Temp. máx. abs. (°C)                                 | 37.0                                                 | 37.1                                                 | 37.8                                                 | 38.5                                                 | 38.5                                                 | 37.5                                                 | 39.2                                                 | 35.7                                                 | 36.5                                                 | 36.6                                                 | 35.4                                                 | 36.2                                                 | 39.2                                                 |
| Temp. máx. media (°C)                                | 31.0                                                 | 32.1                                                 | 33.6                                                 | 34.3                                                 | 34.0                                                 | 31.4                                                 | 30.9                                                 | 31.4                                                 | 30.3                                                 | 30.8                                                 | 30.6                                                 | 30.8                                                 | 31.8                                                 |
| Temp. media (°C)                                     | 26.3                                                 | 27.2                                                 | 28.5                                                 | 29.3                                                 | 29.3                                                 | 27.2                                                 | 26.8                                                 | 27.2                                                 | 26.8                                                 | 26.5                                                 | 26.3                                                 | 26.2                                                 | 27.3                                                 |
| Temp. mín. media (°C)                                | 20.4                                                 | 20.6                                                 | 21.7                                                 | 22.6                                                 | 23.4                                                 | 23.0                                                 | 22.6                                                 | 22.4                                                 | 22.2                                                 | 22.1                                                 | 20.9                                                 | 20.0                                                 | 21.8                                                 |
| Temp. mín. abs. (°C)                                 | 15.0                                                 | 15.2                                                 | 17.2                                                 | 19.0                                                 | 16.0                                                 | 20.0                                                 | 20.0                                                 | 19.0                                                 | 15.0                                                 | 17.0                                                 | 15.0                                                 | 16.2                                                 | 15.0                                                 |
| Lluvias (mm)                                         | 9                                                    | 5                                                    | 3                                                    | 8                                                    | 130                                                  | 224                                                  | 144                                                  | 136                                                  | 215                                                  | 280                                                  | 42                                                   | 8                                                    | 1204                                                 |
| Días de lluvias (≥ 0.1 mm)                           | 4                                                    | 2                                                    | 2                                                    | 2                                                    | 10                                                   | 22                                                   | 20                                                   | 17                                                   | 20                                                   | 19                                                   | 10                                                   | 5                                                    | 133                                                  |
| Horas de sol                                         | 263.5                                                | 254.2                                                | 291.4                                                | 276.0                                                | 229.4                                                | 186.0                                                | 151.9                                                | 195.3                                                | 210.0                                                | 223.2                                                | 231.0                                                | 248.0                                                | 2759.9                                               |
| Humedad relativa (%)                                 | 69                                                   | 64                                                   | 62                                                   | 61                                                   | 70                                                   | 80                                                   | 79                                                   | 81                                                   | 82                                                   | 83                                                   | 78                                                   | 73                                                   | 73                                                   |
| Fuente: Wetter Spiegel online                        |                                                      |                                                      |                                                      |                                                      |                                                      |                                                      |                                                      |                                                      |                                                      |                                                      |                                                      |                                                      |                                                      |

## Economía
La economía de la ciudad se basa principalmente en el comercio y la industria. Managua es el principal centro comercial de Nicaragua para el café, el algodón, otros cultivos y la industria. La capital hace al departamento de Managua el más activo económicamente hablando, sus productos principales incluyen cerveza, café, fósforos, textiles y calzado.
Por ser la ciudad capital, y centro de la economía, es la ciudad que tiene más centros comerciales (Galerías Santo Domingo, Metrocentro, Multicentro Las Américas, Multicentro Las Brisas y plaza Inter), mercados tradicionales y supermercados, en Managua se ubican las sedes centrales de las compañías nacionales más grandes, además, algunas empresas multinacionales (Tigo, Claro, Parmalat, Unión Fenosa y Walmart).
En Managua se encuentra El populoso Mercado Oriental, el más grande de Nicaragua y uno de los más grandes al aire libre de Centroamérica, donde se mezclan lujosas tiendas de árabes y turcos, con rústicos tramos y pequeños comerciantes que ofrecen sus productos en carretones ambulantes, se mueve hasta US$100 millones mensuales en actividad comercial, de acuerdo con las autoridades.
El gerente de la Corporación Municipal de Mercados de Managua, Augusto Rivera, dijo que la actividad que genera ese «gigante comercial», como llama al Oriental, representa entre el 25 % y el 30 % del producto interno bruto del país.
El comercio es uno de los sectores que más crecimiento experimenta en la actualidad en el departamento de Managua, al igual que uno que surge con el embellecimiento de la antigua Managua con la avenida Bolívar y el Malecón se han vuelto una referencia para los turistas que visitan Managua, ahora son miles de turistas las que llegan al Malecón cada mes, impulsando el turismo como nueva actividad económica.
Managua es la mayor empleadora de Nicaragua con un 24.2 % del total de los ocupados del país y para dar un ejemplo, solo las empresas de zonas francas que operan en la ciudad generan más de 60 mil empleos directos y más de 100 mil indirectos.
Es la sede de los entidades bancarias nacionales e internacionales Banco de América Central (BAC), Banco de Crédito Centroamericano (Bancentro), Banco de Finanzas (BDF), Banco de la Producción (BANPRO), Banco Financiera Comercial Hondureña (FICOHSA). La economía de la capital está también apoyada por la industria hotelera. Los turistas internacionales han visto en Managua el lugar propicio para vivir, en especial los procedentes de Norteamérica y Europa.
Es en la avenida Jean Paul Genie en la que los inversionistas, empresarios y la cooperación extranjera han encontrado un espacio donde situarse y con esa presencia, el factor multiplicador se ha activado aceleradamente. Para Benjamín Lanzas, presidente de la Cámara Nicaragüense de la Construcción (CNC), la presencia de inversionistas privados que buscan el desarrollo de edificaciones en zonas de la capital que estaban muy olvidadas, impulsando al menos unos 2500 empleos.

## Infraestructura

### Transporte
La ciudad de Managua cuenta con una red de transporte que incluye infraestructura vial, transporte público urbano e interurbano, así como proyectos modernos de movilidad. Siendo la ciudad más grande del país y el centro económico y administrativo de Nicaragua, el transporte en Managua es vital para el funcionamiento nacional.

#### Transporte Urbano Colectivo

Mapa del recorrido de los autobuses de Managua.

El sistema de autobuses de Managua es operado por cooperativas privadas, que recorren más de 40 rutas urbanas e interurbanas. Los buses tradicionales han sido progresivamente reemplazados por unidades modernas importadas desde México y Rusia.
El pasaje urbano ronda los 2.50 córdobas, subsidiado por el Estado para garantizar acceso asequible a la población.

### Sistema BRT de Managua
Desde 2023, se han iniciado las obras del Sistema de BRT de Managua, un proyecto financiado con apoyo de organismos internacionales, cuyo objetivo es mejorar la eficiencia del transporte público mediante carriles exclusivos, estaciones modernas y articulación con rutas alimentadoras.
El sistema contará con más de 15 estaciones distribuidas en puntos clave como Carretera a Masaya, Rubenia, UNI y Carretera Norte. Existe un mapa del transporte urbano colectivo en: http://rutas.mapanica.net, el cual ha sido creado de manera colectiva con una iniciativa de la comunidad Nicaragüense de OpenStreetMap.

### Infraestructura vial

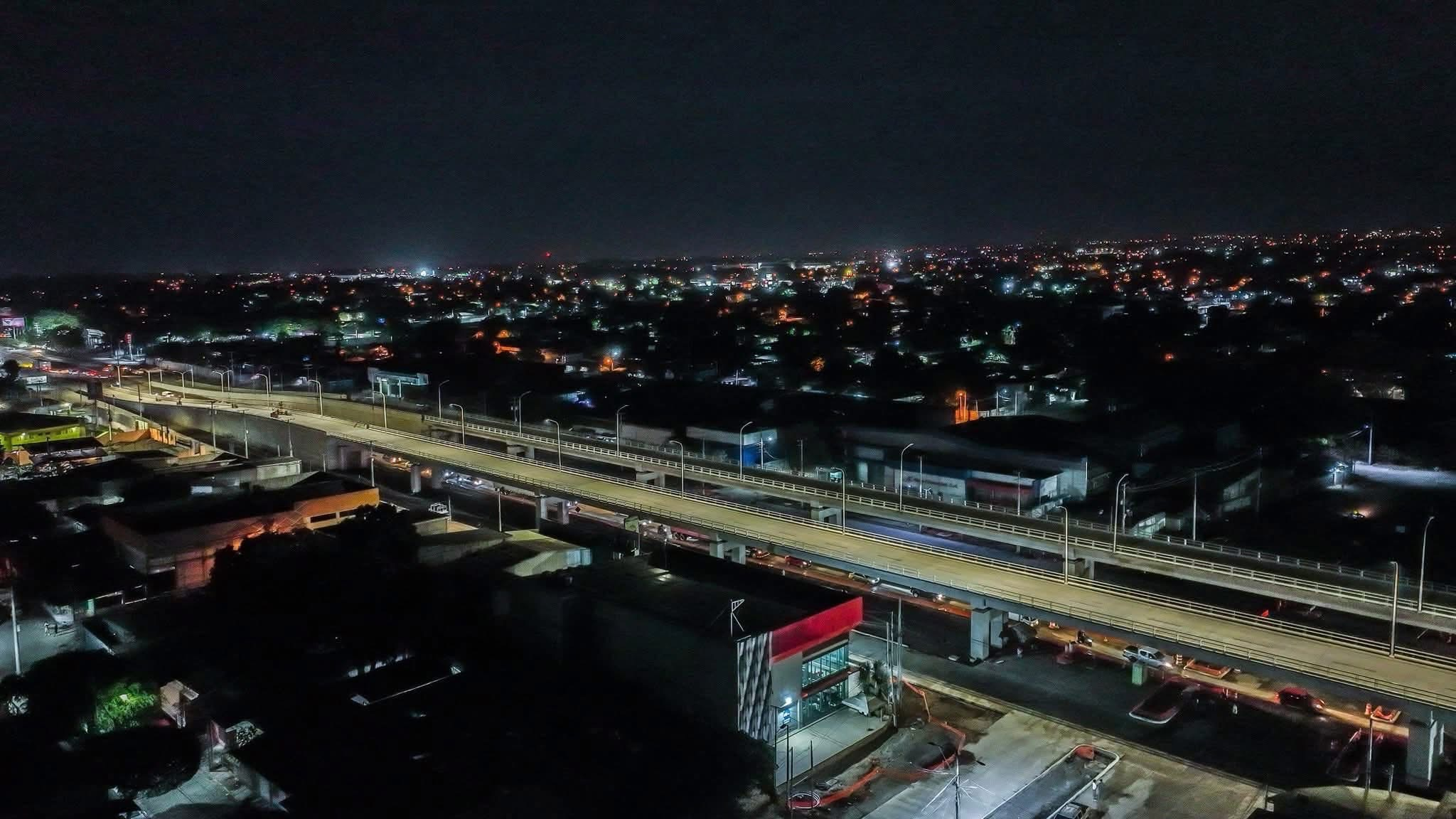
Vista del Paso a desnivel Cmdt. Julio Buitrago

La red vial de Managua está compuesta por carreteras nacionales y departamentales. Entre las rutas más importantes se encuentran:
- NIC 1 , la carretera Panamericana, conecta Managua con León, Chinandega y la frontera con Honduras al norte; y con Granada, Rivas y Costa Rica al sur.
- NIC 4  y  NIC 12 , que sirven como conexiones clave dentro del departamento.
- Carreteras departamentales recientemente desarrolladas como  NN 225 ,  NN 226 ,  NN 230 ,  NN 236 ,  NN 239 ,  NN 240 ,  NN 293 ,  NN 329 ,  NN 336 ,  NN 337  y  NN 338 , las cuales mejoran el acceso a zonas periurbanas, fincas y áreas turísticas como Costa Azul o San Isidro de la Cruz Verde.[23]

Estas rutas conectan la capital con municipios cercanos como Ciudad Sandino, Ticuantepe, El Crucero y Tipitapa.

#### Principales accesos viales a Managua
- Carretera Norte: parte de la  NIC 1 , atraviesa la ciudad de este a oeste y conecta con el norte del país.
- Carretera Sur: continuación de la  NIC 1 , conecta Managua con Jinotepe, Diriamba y Rivas.
- Carretera Nueva a León: conecta la capital con León y Chinandega.
- Carretera a Masaya: conecta Managua con Masaya y Granada.

#### Nomenclatura vial
Managua se divide en cuatro cuadrantes (NO, NE, SO, SE) y utilizó hasta 1972 un sistema de nomenclatura alfanumérica. Muchas calles conservan sus nombres históricos, como la Avenida Central, 11.ª Avenida Suroeste, Primera Avenida Noroeste, Séptima Calle Suroeste, 35.ª Avenida Suroeste y Avenida Bolívar, entre otras.
Durante la década de 1970, se construyeron importantes vías adoquinadas como la Pista Portezuelo, Pista Benjamín Zeledón, Avenida UNAN, y el bypass de circunvalación, usado durante el terremoto de 1972. En décadas recientes, se añadieron nuevas arterias como la Avenida Miguel Obando y Bravo, Paseo de la Unión Europea, Carretera a Las Nubes, Pista Suburbana, Pista Jean Paul Genie y Avenida Circunvalación Mercado Mayoreo.

#### Transporte urbano y aplicaciones móviles
En Managua operan taxis, mototaxis y buses interurbanos. También existen aplicaciones móviles tipo Uber, tales como:
- Eco Trans Nicaragua: transporte privado para viajes dentro y fuera de la capital.
- Aventón: aplicación de carpooling local.
- Ray Nicaragua: plataforma de transporte multimodal con servicio prémium.

#### Pasos a desnivel en Managua

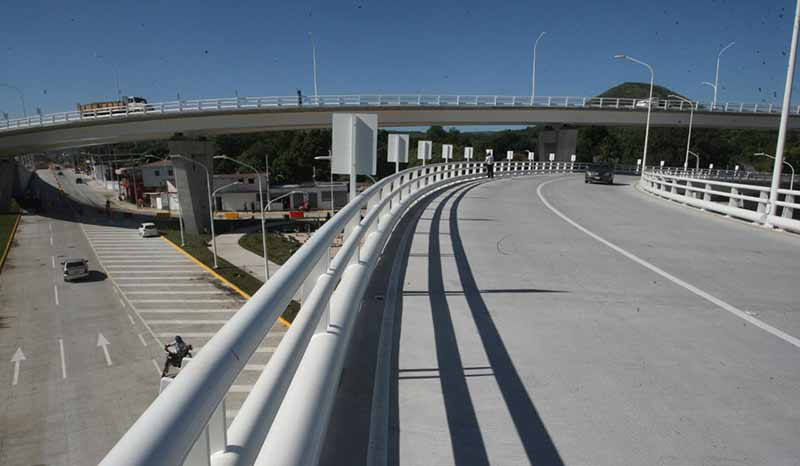
Vista del Paso a desnivel Las Piedrecitas

La siguiente tabla muestra los pasos a desnivel construidos o en construcción en la ciudad de Managua, Nicaragua, con detalles de longitud, rutas conectadas y año de inauguración.
| Nombre                             | Longitud (km) | Año              | Rutas conectadas                                  | Niveles   | Estado          |
| ---------------------------------- | ------------- | ---------------- | ------------------------------------------------- | --------- | --------------- |
| Paso a desnivel de Tiscapa         | 0.32          | 1970             | Avenida Bolívar – Pista Benjamín Zeledón          | 2         | Activo          |
| Paso a desnivel Rubenia            | 0.50          | 2017             | NIC-11 – Pista Larreynaga                         | 2         | Activo          |
| Paso a desnivel Nejapa             | 0.63          | 2019             | NIC-1 – NIC-28                                    | 2         | Activo          |
| Paso a desnivel Las Piedrecitas    | 0.65          | 2018             | NIC-1 – NIC-2 / NIC-28                            | 3         | Activo          |
| Paso a desnivel El Edén            | 0.40          | 2020             | Pista El Dorado – Pista Suburbana                 | 2         | Activo          |
| Paso a desnivel Las Mercedes       | 0.48          | 2021             | Carretera Norte – Aeropuerto                      | 2         | Activo          |
| Paso a desnivel de Carretera Norte | 1.20          | 2025             | Carretera Norte – Pista Héroes de la Insurrección | 2         | En construcción |
| Paso a desnivel El Zumen           | 0.55          | 2026 (previsto)  | Pista Héroes de la Insurrección – Pista El Zumen  | 2         | Planificado     |
| Paso a desnivel 7 Sur              | 0.50          | 2026 (previsto)  | Carretera Sur – Hospital Fernando Vélez Páiz      | 2         | Planificado     |
| Paso a desnivel El Trapiche        | 0.45          | 2027 (propuesto) | NIC-11 – Entrada a Sabana Grande                  | 2         | Propuesta       |
| Paso a desnivel Metrocentro        | ≈0.60         | 2026 (previsto)  | Carretera a Masaya / Pista Juan Pablo II          | 3 (túnel) | Planificado     |
| Paso a desnivel Santo Domingo      | ≈0.55         | 2026 (previsto)  | Pista Juan Pablo II – Avenida Santo Domingo       | 2         | Planificado     |
| Paso a desnivel El Periodista      | ≈0.50         | 2026 (previsto)  | Pista Juan Pablo II – Rotonda El Periodista       | 2         | Planificado     |
| Paso a desnivel Enel Central       | ≈0.70         | 2026 (previsto)  | Pista Juan Pablo II – sector Enel Central         | 2         | Planificado     |

### Transporte aéreo

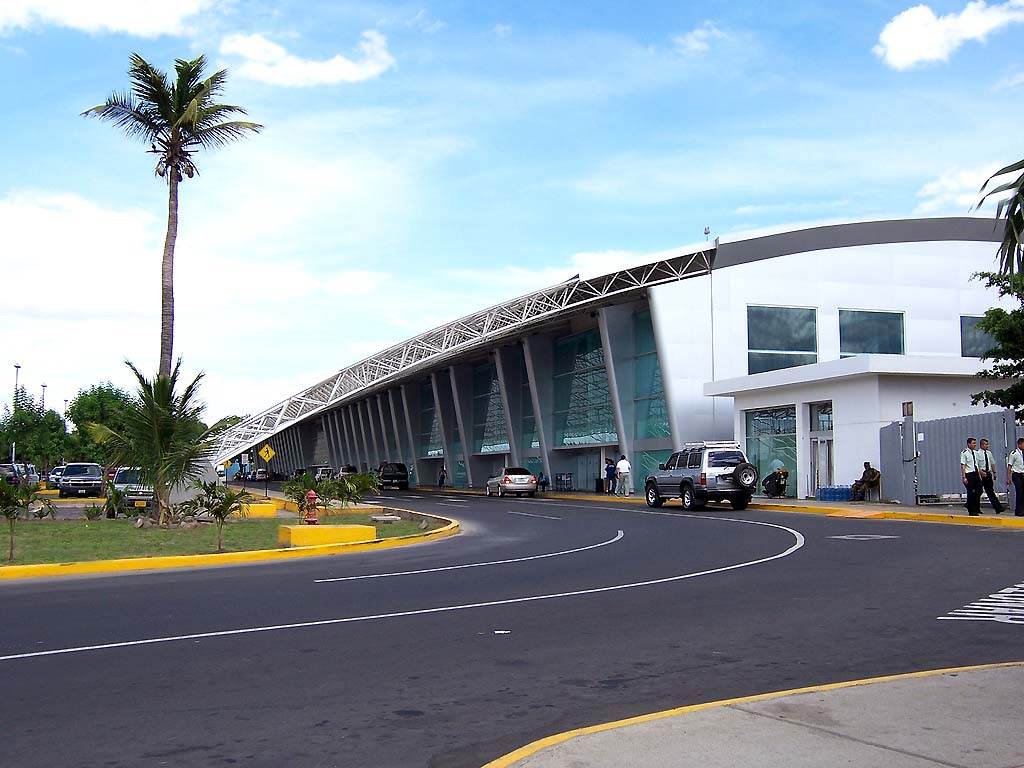
Después de su renovación, el Aeropuerto Internacional Augusto C. Sandino es considerado uno de los aeropuertos más modernos de Centroamérica.

Managua es sede del principal aeropuerto internacional de Nicaragua: el Aeropuerto Internacional Augusto C. Sandino, ubicado a unos 11 kilómetros al este del centro histórico de la ciudad, en el kilómetro 11 de la Carretera Norte. Administrado por la Empresa Administradora de Aeropuertos Internacionales (EAAI), este aeropuerto concentra la mayoría del tráfico aéreo comercial del país y opera tanto vuelos nacionales como internacionales.
El aeropuerto cuenta con una pista de aterrizaje de 2,442 metros de largo, una terminal internacional moderna y una terminal de aviación general. Está equipado con servicios de aduana, migración, duty-free, restaurantes, alquiler de vehículos, y una sala vip. Entre las aerolíneas que operan regularmente desde Managua se encuentran Avianca, Copa Airlines, Aeroméxico, American Airlines, United Airlines y Volaris.
Los destinos internacionales más comunes incluyen Miami, Houston, Ciudad de México, Panamá, San Salvador y Guatemala. Durante los últimos años, se han implementado mejoras en la infraestructura para atender el crecimiento del tráfico aéreo, particularmente después de la reapertura completa del país tras la pandemia de COVID-19.
Además del tráfico comercial, el aeropuerto sirve como base para vuelos de carga, operaciones militares y vuelos de asistencia humanitaria. Managua no cuenta con otros aeropuertos comerciales dentro del área urbana, pero sí existen pistas menores en los departamentos cercanos utilizadas para aviación privada o agrícola.

### Telecomunicaciones
La ciudad dispone de la variedad de medios de comunicación modernos. En telefonía fija, pública y móvil, tienen su sede en la urbe las principales empresas dedicadas a estos servicios en el país. Entre ellas se encuentran Claro, Tigo, etc. También hay cobertura en servicios de televisión por cable, satelital, digital e internet.

#### Medios de comunicación
Managua es la sede de la mayoría de los canales de televisión de transmisión nacional, así como de los principales periódicos nacionales. Algunos de los canales de televisión más grandes incluyen: Canal 2, Telenica, Canal 10, Viva Nicaragua y varios otros. Los dos periódicos nacionales dos son La Prensa y HOY, que tienen oficinas en Managua junto con otros periódicos más pequeños. Hay numerosas estaciones de radio en Managua, algunas de las cuales tienden a tener afiliaciones políticas, sociales o religiosas.

## Cultura
Managua es la capital cultural de Nicaragua y cuenta con varios restaurantes, teatros, museos y algunos centros comerciales. La ciudad también alberga muchas comunidades de inmigrantes y expatriados de países que incluyen, entre otros, Taiwán, China, Alemania, Estados Unidos, Palestina y países de América Latina.
Managua acoge el certamen anual de Miss Nicaragua, que es el certamen nacional de belleza de Nicaragua. Se celebra desde 1955 y suele organizarse en el Teatro Nacional Rubén Darío.

### Gastronomía
Debido a la influencia de inmigrantes y turistas, es común encontrar especialidades gastronómicas de las diversas regiones de Nicaragua en conjunto con las internacionales en Managua. Los alimentos más comunes incluyen arroz, plátano, frijoles y variedades de repollo y quesos. Existe una tradición local de elaboración de queso y no es inusual encontrar queso frito como guarnición con muchos de los platos más populares, como el plátano frito y el gallo pinto, un plato tradicional regional de arroz y frijoles.
Managua disfruta de una variedad de cocina internacional que incluye restaurantes italianos, españoles y franceses, así como muchos restaurantes asiáticos (surcoreanos, chinos y taiwaneses). La capital también está notablemente salpicada de muchas cadenas de restaurantes estadounidenses como Burger King, Pizza Hut, Little Caesars Pizza, McDonald's, Papa John's y Subway, que han surgido desde la década de 1990. También existen cadenas de comida rápida locales y regionales, por ejemplo Tip-Top y RostiPollos.
Se puede encontrar una fuerte tradición en la preparación de dulces locales como la cajeta de leche. También se pueden encontrar algunas variedades locales de chocolate, generalmente preparadas con pimienta y otras especias o nueces. Una "comida rápida" conocida como quesillo es popular en todo el país. Quesillo consiste en queso de producción local envuelto en una tortilla de maíz con crema agria, cebollas en escabeche, sal y vinagre. Nacatamal, la versión nicaragüense del tamal, es un manjar local. Muchas frutas como mangos, jocotes y mamones son un refrigerio común. Mangos y jocotes a menudo se consumen verdes con sal y vinagre.
La preparación de bistecs es uno de los puntos fuertes de la gastronomía local. A menudo se acompaña de una salsa especial conocida como chimichurri, compuesta de aceite, ajo y hierbas. Hay muchos restaurantes de carnes importantes en todo el país, entre ellos Los Ranchos, y también incluyen, entre otros, restaurantes argentinos, brasileños, chinos, franceses, alemanes, indios, italianos, japoneses, mexicanos y españoles, como así como nicaragüense.

### Festividades
La fiesta más famosa de Managua es la de su patrón Santo Domingo de Guzmán. Comienza en la mañana del 1 de agosto, cuando la "Bajada del Santo" involucra a muchas personas alegres que caminan y llevan la antigua estatua de Santo Domingo desde la iglesia Las Sierritas en el sur de Managua hasta otra iglesia al otro lado de la ciudad para el norte, en la zona destruida por el terremoto de 1972. Aquí permanece diez días hasta la mañana del 10 de agosto, cuando la "Subida del Santo" devuelve la estatua a la iglesia de Las Sierritas, donde permanece el resto del año. Miles de personas asisten a este evento que consiste en bailar, comer, beber y la marcha de bandas musicales, principalmente por tradiciones que se remontan a la época precolonial, o para pedir milagros personales, hacer promesas o dar gracias al santo. Durante la procesión mucha gente se disfraza con trajes típicos, máscaras y cuerpos pintados. Entre otros participantes se encuentran "carrosas" de empresas comerciales locales, jinetes que vienen de Nicaragua y otros países vecinos de Centroamérica para lucir sus caballos, habilidades y disfraces de jinete. También destaca la Devoción de los hábitantes de Managua por la "Sangre de Cristo", una imagen de Jesucristo crucificado que fue traída de Guatemala hace 385 años que se saca en procesión dos veces al año, la primera durante el Viernes Santo cuando se realiza el Viacrucis, miles de personas van a la procesión vendados, repartiendo estampas, alimentos, dando gracias o pidiendo un milagro a Jesucristo, y la segunda durante el mes de julio, que es el mes dedicado por la Iglesia Católica a la Sangre de Cristo, durante ese mes se realiza la bajada y subida de la imagen, se realizan Misas, Vigilias, Serenatas y jornadas de oración y ayuno, la imagen sale a recorrer las calles de los barrios de la capital. El 31 de julio de 2020 la famosa imagen sufrió  un atentado, donde un individuo de identidad desconocida lanzó una bomba molotov, incendiando la imagen y la capilla donde se resguardaba. Actualmente la imagen continua calcinada, a la espera de su restauración por parte de las autoridades católicas. Las procesiones y actividades se realizan con una pintura sobre un marco de madera de la Sangre de Cristo.
Otro festival que se lleva a cabo desde 2003 es la Alegría por la Vida. El Carnaval se celebra en Managua a principios del mes de marzo. Hay un lema o tema diferente cada año. Este evento se celebra con desfiles, carrozas, música en vivo, comida y baile además de la marcha de la Reina del Carnaval.

### Museos, bibliotecas y centros culturales
El Palacio de la Cultura cuenta con una exhibición permanente de arte nicaragüense.
Dentro se encuentran el Museo Nacional, que contiene hallazgos arqueológicos con algunos ejemplos de cerámica y estatuaria precolombina junto con otros hallazgos; además de la Biblioteca Nacional que ofrece abundante información bibliográfica sobre el descubrimiento y la Independencia de Nicaragua.
Los museos de arte que presentan piezas de artistas nacionales e internacionales son el Museo de Arte Contemporáneo Julio Cortázar y el Archivo Fílmico de la Cinemateca Nacional. 
Entre museos de historia natural están el Museo del Departamento de Malacología UCA, el Museo Gemológico de la Concha y el Caracol y el Museo Paleontológico El Hato. 
El Museo Santo Domingo de Guzmán es un museo de antropología; mientras que, Huellas de Acahualinca es un sitio arqueológico.
Hay museos históricos como el Museo de la Revolución, el Parque Histórico Loma de Tiscapa y el Museo Casa Hacienda San Jacinto.
Son centros culturales la Alianza Francesa de Managua, el Centro Cultural Chino Nicaragüense y el Centro Cultural Nicaragüense Norteamericano, entre otros.

## Sitios de interés
El Mercado Roberto Huembes es un centro popular donde muchos managüenses compran su comida, ropa y otros productos necesarios, es el «mercado turístico por excelencia». Otra opción es el Mercado Oriental, el más grande de Centroamérica, que ofrece empleo a más de diez mil personas. En el Mercado Oriental se puede encontrar todo tipo de productos.
Otro aspecto interesante de Managua es la presencia de no menos de cuatro lagunas dentro de los límites de la ciudad.
La laguna más céntrica en la ciudad es de Tiscapa, formada hace unos diez mil años y que por ubicarse en la loma de Tiscapa ofrece vistas extraordinarias de Managua. Tiscapa es también lugar histórico, ya que la antigua Casa Presidencial se ubicaba en la orilla norte del cráter antes del terremoto de 1972. El edificio se desplomó parcialmente por el mencionado sismo pero también porque el terremoto del 31 de marzo de 1931 lesionó sus bases y estas no se repararon. A principios de los años 1990, el gobierno de la presidenta Violeta Barrios de Chamorro, desmilitarizó la loma y construyó un paseo en la cima. Hoy el paseo posee una enorme efigie de Sandino, de unos 152 metros de alto (500 pies), que causa una gran impresión cuando se iluminan sus costados por la noche. También, se encuentra un carro de combate que el dictador italiano Benito Mussolini regaló al dictador Anastasio Somoza García. Así mismo, un cable canopy atraviesa el cráter donde se encuentra la laguna y baja desde la cima hasta el pie de esta. La loma se encuentra atravesada de suroeste a noreste por una falla sísmica, que activó el terremoto del 23 de diciembre de 1972, llamada falla de Tiscapa. Además, otras fallas atraviesan al casco viejo de la ciudad como la falla geológica del Estadio Nacional, de los Bancos, y otras fuera de la zona como las fallas de los colegios Calasanz, Divina Pastora, Ramírez Goyena, Bautista, Americano Nicaragüense, etc.
La Laguna de Asososca es la fuente más importante de agua potable para Managua y se ubica al occidente de la ciudad entre las Carreteras Sur y Nueva a León. Por ubicarse en lo profundo de un cráter volcánico, es difícil divisar la laguna desde lejos, pero en su costado meridional se encuentra uno de los paseos más antiguos de Managua llamado «Las Piedrecitas», con vistas espectaculares de Asosoca y Xolotlán. La Empresa Nicaragüense de Acueductos y Alcantarillados (ENACAL) tiene su sede central al costado oriental de ella.
Otra de las lagunas de la capital es Nejapa, también localizada junto a la Carretera Sur. Nejapa, a pesar de ubicarse en lo profundo de otro cráter de un volcán extinto, es poco profunda y no es posible nadar en ella. En ocasiones toda el agua de la laguna se ha evaporado durante el verano.
La cuarta laguna es Acahualinca. Esta es pequeña, poco profunda y está localizada en las cercanías del lago Xolotlán, junto al barrio homónimo. Tampoco es posible nadar en ella porque se encuentra contaminada.
A escasos 13 kilómetros de Managua se encuentran las lagunas de Apoyeque y Xiloá dentro de la Reserva Natural Península de Chiltepe.
Más sitios de interés aquí

### Managua actual

#### Centro histórico
Durante décadas, el viejo centro de Managua se encontró ocupado mayoritariamente por terrenos baldíos y grandes aparcamiento de vehículos al lado de edificios gubernamentales, debido a la presencia de fallas geológicas. En los últimos años, se han restaurado parques y construido instalaciones recreativas y de esparcimiento en esta zona de la ciudad, volviéndose más atractiva. En ella se encuentran edificios que sobrevivieron al terremoto de 1972 y que ahora son un atractivo, entre ellos:
- La Plaza de la Revolución enmarcada por los edificios más representativos y emblemáticos de la Nación.
- El Palacio de la Cultura, antiguo Palacio Nacional, es otra parada cultural e histórica imprescindible; contiene en su interior el Museo Nacional «Diocleciano Chávez», también se ubican la Biblioteca Nacional «Rubén Darío» y la Hemeroteca Nacional junto con el Archivo General de la Nación.
- La antigua catedral de Santiago de Managua, de estilo neoclásico, construida de 1928 a 1938 en hormigón cuya estructura de hierro se trajo de Bélgica, sobrevivió al terremoto del 31 de marzo de 1931 y fue dañada por el terremoto del 23 de diciembre de 1972. Quedó en abandono por mucho tiempo, aunque ahora se le presta mayor atención. Por seguridad está cerrada al público desde el año 2000. En 1991 inició la construcción de la Nueva catedral de Managua.
- La Casa de los Pueblos o Casa Presidencial construida con el propósito de ser el Despacho Presidencial, está ubicada frente al costado norte de la antigua Plaza de La República.
- El Parque Central ubicado al costado oeste de la misma plaza contiene varios monumentos y el llamado Templo de la Música.
- El parque Rubén Darío en donde se levanta el monumento al máximo poeta de Nicaragua.
- El Teatro Nacional Rubén Darío, es el edificio artístico y cultural más importante del país y en él han acontecido presentaciones de artistas nacionales e internacionales, que han dado excelentes conciertos, obras de teatro y exhibiciones, entre otras actividades culturales y espectáculos de todo tipo. Además, alberga una exposición permanente de la colección pictórica del Museo de Arte Contemporáneo «Julio Cortázar».
- Panteón Nacional de Nicaragua, antiguo cementerio San Pedro Apóstol de Managua es patrimonio histórico de la Nación.

#### Malecón de Managua

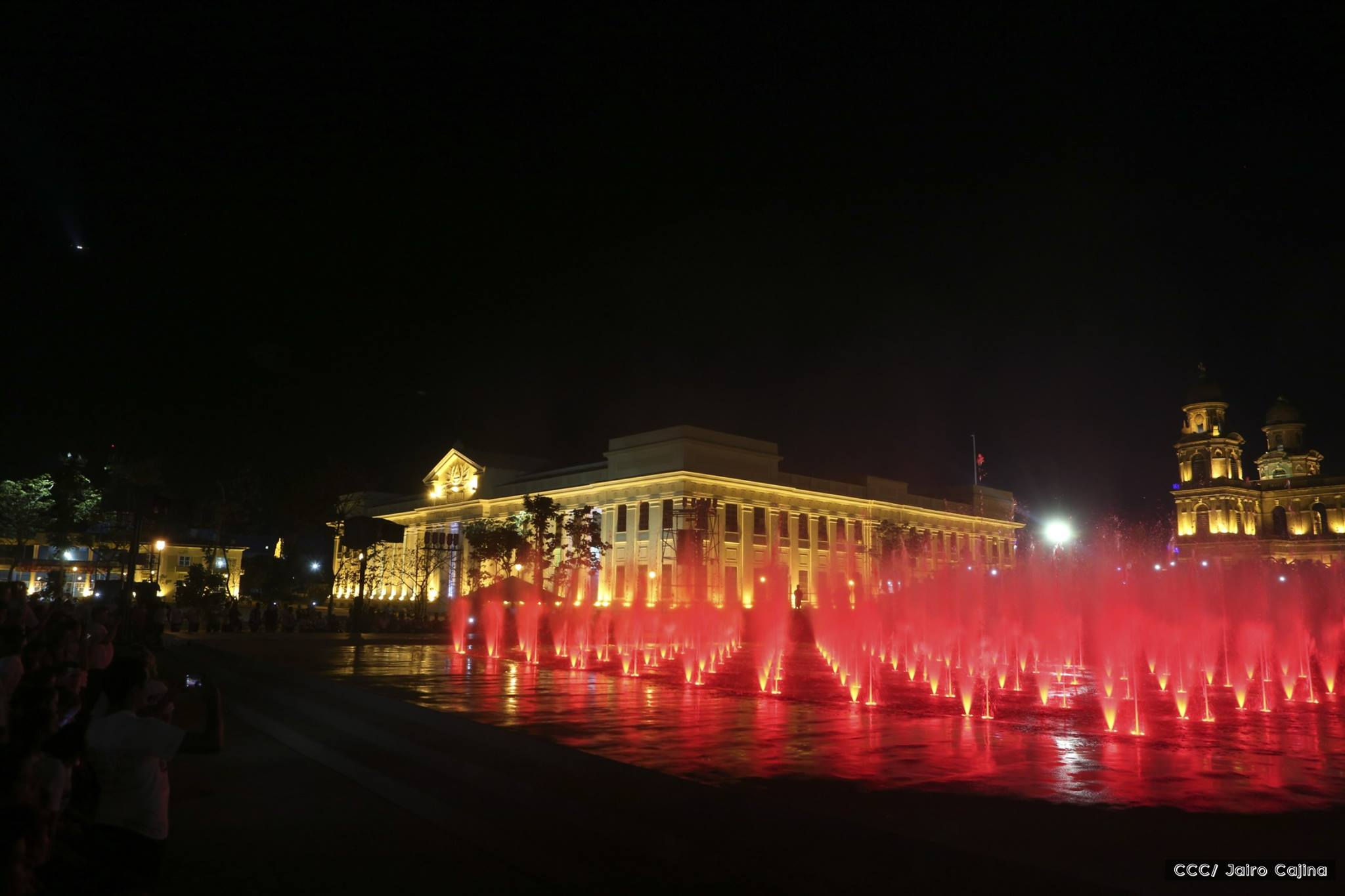
Plaza 22 de Agosto, Managua

Además del centro histórico se puede visitar el nuevo Malecón de Managua que consta de dos obras construidas sobre la costa del lago Xolotlán, las cuales son:
- Puerto Salvador Allende, con restaurantes para gustos internacionales, bares, discotecas y áreas de recreación para todas las edades, es el punto de anclaje del crucero «La novia del Xolotlán» que navega por el lago.

- Paseo Xolotlán, un malecón diseñado con un ambiente más relajado, brinda increíbles vistas del lago y un recorrido histórico por la Managua de antaño, a través de maquetas a escala de antiguos edificios de la ciudad.

#### Edificios históricos
Otros edificios de interés histórico que se han reacondicionado y remodelado son los siguientes:
- El edificio del Banco Nacional de Nicaragua hoy Asamblea Nacional de Nicaragua.
- El edificio del Banco de América que hoy alberga oficinas del poder legislativo.
- El edificio del Instituto Nicaragüense de Seguridad Social (INSS).
- El Palacio de Comunicaciones que alberga las oficinas de Correos de Nicaragua.
- El edificio Zacarías Guerra que alberga oficinas administrativas del INSS.
- El antiguo Hotel Intercontinental hoy Hotel Crowne Plaza Managua.
- El antiguo Estadio Nacional hoy Estadio Stanley Cayasso ha sido sede oficial de varios campeonatos mundiales de béisbol, destacándose los eventos de 1948, 1972 y 1994.

#### Nuevo centro

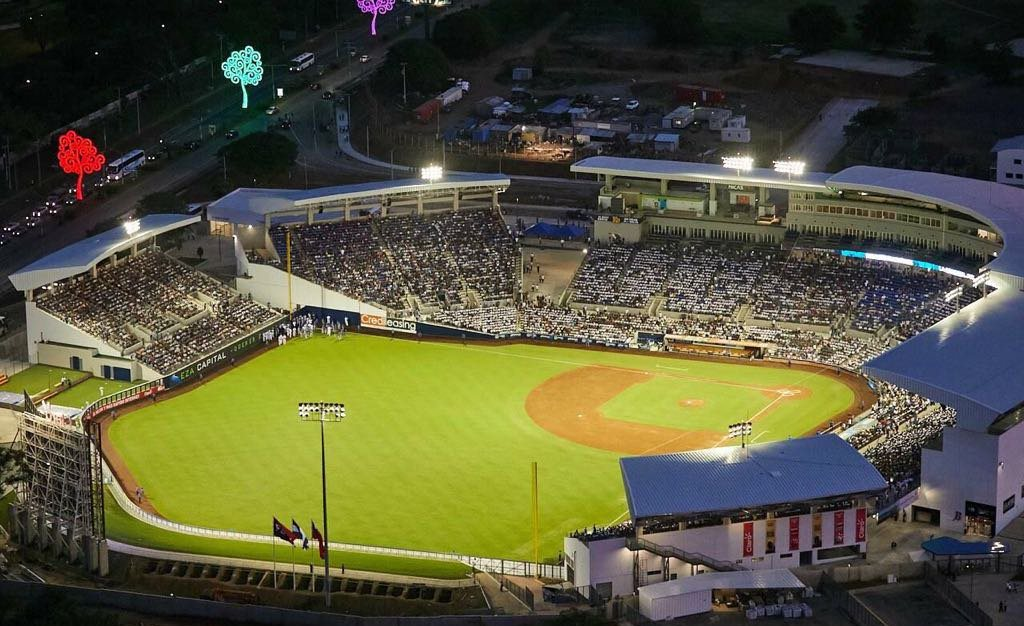
Estadio Nacional Dennis Martínez

Aunque después del terremoto de 1972 Managua creció, el centro económico se dispersó en varias zonas con pequeño porcentaje de productividad, pero se ha notado un alto nivel de desarrollo en la zona de la Carretera a Masaya o el paseo Naciones Unidas, denominada como el Nuevo Centro de Managua e integrada por diferentes zonas tales como:
- Zona Viva: es la más reciente de todas y se encuentra ubicada detrás del centro comercial Galerías Santo Domingo. Dicha zona ha tenido su auge a partir de 2005 por el hecho de ser muy completa. Cuenta con discoteca, tabernas, restaurantes y más. En esta zona se mezclan lugares de diversión, residenciales, y un distrito financiero en formación.
- Zona Hippos: reúne un conjunto de restaurantes, tabernas y discotecas con diferentes temáticas.
- Zona Rosa: se encuentran compuesta en su mayoría por casinos y discotecas.

## Atracciones
- Malecón de Managua: Puerto Salvador Allende y Paseo Xolotlán
- Catedral Santiago de Managua
- Plaza de la Revolución
- Parque Central
- Palacio de la Cultura
- Parque Rubén Darío
- Casa de los Pueblos
- Teatro Nacional Rubén Darío
- Plaza de la Fe Juan Pablo II
- Parque Luis Alfonso Velásquez Flores
- Loma de Tiscapa con la efigie «La Sombra de Sandino» en el mirador
- Laguna de Tiscapa
- Monumento al Soldado de la Patria
- Campo de Marte (Comandancia General del Ejército de Nicaragua)
- Tribuna Monumental
- Hotel Crowne Plaza Managua, histórico hotel en forma de pirámide, centro de muchos episodios importantes de las últimas décadas.
- Panteón Nacional de Nicaragua
- Catedral Metropolitana de la Inmaculada Concepción
- Estadio Nacional Soberanía
- Estadio Stanley Cayasso
- Huellas de Acahualinca

## Educación y hoteles

### Universidades
Véase: CNU: Universidades Legalmente Constituidas del Consejo Nacional de Universidades
León y Managua son las dos urbes con más aglutinaciones de casas universitarias.
Las principales universidades de la ciudad son:

Universidad Centroamericana.

Universidad Politécnica de Nicaragua

- UNAN: Universidad Nacional Autónoma de Nicaragua: Mapa
- UNI: Universidad Nacional de Ingeniería: Mapa
- UCA: Universidad Centroamericana: Mapa
- UNA: Universidad Nacional Agraria
- UNICA: Universidad Católica Redemptoris Mater
- AC: American College
- UAM: Universidad Americana
- UNP (antes UPOLI): Universidad Nacional Politécnica Mapa
- UNICIT: Universidad Iberoamericana de Ciencia y Tecnología
- UHISPAM: Universidad Hispanoamericana Archivado el 24 de mayo de 2013 en Wayback Machine.
- UTM: Universidad Thomas More
- UNIVALLE: Universidad del Valle
- UCN: Universidad Central de Nicaragua
- UDO: Universidad de Occidente, Managua
- UdeM: Universidad de Managua
- UCC: Universidad de Ciencias Comerciales
- UNIJJAR: Universidad Jean Jacques Rousseau
- UNIDES: Universidad Internacional para el Desarrollo Sostenible
- ULAM: Universidad de las Américas
- UPONIC: Universidad Popular de Nicaragua (enlace roto disponible en Internet Archive; véase el historial, la primera versión y la última).
- UENIC: Universidad Evangélica Nicaragüense - Martin Luther King Jr.
- UCEM: Universidad Centroamericana de Ciencias Empresariales, Nicaragua Archivado el 14 de marzo de 2013 en Wayback Machine.
- UCYT: Universidad Nicaragüense de Ciencia y Tecnología

### Hoteles
- Hostal Casa Mokoron
- Hotel Casa San Juan
- Best Western Hotel Las Mercedes
- Contempo Hotel Boutique
- Hilton Princess
- Holiday Inn & Convention Center Managua
- Holiday Inn Express Managua
- Hotel Brandt's
- Hotel DoubleTree by Hilton
- Hotel Camino Real Managua
- Hotel Casa el Madroño
- Hotel Campo Real
- Crowne Plaza Managua
- Hotel Downtown Managua
- Hotel Executive Managua
- Hotel El Almendro
- Hotel Estrella
- Hotel Europeo
- Hotel Express
- Hotel Internacional
- Hotel Los Robles
- Hotel Monserrat
- Hotel Mozonte
- Hotel Seminole Plaza Managua
- Real Intercontinental Metrocentro Managua
- Hotel Montelimar Beach
- Hotel Hyatt Place Managua

## Deportes
El béisbol es con diferencia, el deporte más popular de Nicaragua, seguido del fútbol y el boxeo. El Estadio Nacional Dennis Martínez es sede de muchos partidos del equipo de béisbol de los Indios del Bóer. Al momento de su construcción a fines de la década de 1960, era el estadio más moderno de Centroamérica. La liga de béisbol tiene 34 equipos.
Ha habido un creciente interés de aficionados en el fútbol pequeño o "futbolín" entre adolescentes y adultos. Las nuevas canchas privadas han jugado un papel importante en la promoción de juegos y torneos de aficionados. A nivel profesional, la selección nacional de fútbol aún no ha tenido el apoyo público ni la proyección internacional como sus contrapartes regionales como las selecciones de Costa Rica, Honduras o El Salvador. Sin embargo, con apoyo de la FIFA, se está construyendo el primer Estadio Nacional de Fútbol en Managua.
En Managua existen dos campos de golf, el más conocido es Nejapa Golf & Country Club.
Managua cuenta con un equipo de baloncesto, la Costa Caribe. El equipo llegó a la Final Four de la Liga Centroamericana de Clubes de Baloncesto en 2016.

## Ciudades hermanadas
Managua tienen veinticuatro ciudades hermanadas, según Sister Cities, Inc. (SCI):
Tienen 18 capitales hermanadas con:
| - Brasilia (Brasil) - Buenos Aires (Argentina) - Caracas (Venezuela) - Ciudad de Guatemala (Guatemala) - Ciudad de México (México) - Ciudad de Panamá (Panamá) - La Habana (Cuba) - Lima (Perú) - Madrid (España) | - Quito (Ecuador) - San José (Costa Rica) - San Salvador (El Salvador) - Santiago (Chile) - Santo Domingo (República Dominicana) - Sujumi (Abjasia) - Taipéi (Taiwán) - Tegucigalpa (Honduras) - Washington D. C. (Estados Unidos) |

Tienen 5 ciudades hermanadas con:
| - Hospitalet de Llobregat (España) - Los Ángeles (Estados Unidos) - Montreal (Canadá) | - Río de Janeiro (Brasil) - Trujillo (Perú) - Xalapa-Enríquez (México) |

| Predecesor: Lisboa | Capital Iberoamericana de la Cultura 1995 | Sucesor: Montevideo |
| Predecesor: Bogotá | Capital Iberoamericana de la Cultura 2008 | Sucesor: La Paz     |